# Regional Preferente de La Rioja 1986-87
La temporada 1986-87 de Regional Preferente de La Rioja era el quinto nivel de las Ligas de fútbol de España para los clubes de La Rioja, por debajo de la Tercera División de España y por encima de la Primera Regional de La Rioja.
Este fue el primer año de esta competición tras la fundación de la Federación Riojana de Fútbol en 1986. En ella compitieron los clubes adscritos a la misma, que hasta el momento estaban adscritos a la Federación Navarro-Riojana y tomaban parte en sus competiciones.

## Sistema de competición
Los 18 equipos en un único grupo, que se enfrentan a doble vuelta, una vez en casa y otra en el campo del equipo rival, todos contra todos.
El campeón de esta fase regular asciende a Tercera División. El segundo clasificado se enfrentará en un playoff a ida y vuelta contra el segundo clasificado de la Preferente de Navarra. El ganador de este playoff también consigue el ascenso.
Si ascendieran desde el grupo XV de Tercera División más equipos de los que descendieran desde Segunda B, habría más plazas de ascenso, que obtendrían los siguientes clasificados.
Los dos últimos clasificados descienden a Primera Regional.

## Clasificación[1]
| Pos. | Equipo                         | Pts. | PJ | G  | E  | P  | GF | GC | Dif. |                                              |
| ---- | ------------------------------ | ---- | -- | -- | -- | -- | -- | -- | ---- | -------------------------------------------- |
| 1    | C. D. Logroñés Promesas (C, A) | 54   | 34 | 22 | 10 | 2  | 80 | 22 | +58  | Ascenso a Tercera                            |
| 2    | Yagüe C. F.                    | 52   | 34 | 23 | 6  | 5  | 79 | 24 | +55  | Promoción de ascenso a Tercera               |
| 3    | C. Haro Deportivo              | 48   | 34 | 17 | 14 | 3  | 61 | 34 | +27  | Promoción de ascenso-permanencia a Tercera   |
| 4    | C. D. Autol                    | 46   | 34 | 17 | 12 | 5  | 57 | 31 | +26  | Promoción de ascenso-permanencia a Tercera   |
| 5    | C. D. Alberite                 | 43   | 34 | 14 | 15 | 5  | 63 | 39 | +24  |                                              |
| 6    | C. At. River Ebro              | 37   | 34 | 13 | 11 | 10 | 54 | 36 | +18  |                                              |
| 7    | S. D. Loyola                   | 37   | 34 | 15 | 7  | 12 | 39 | 43 | −4   |                                              |
| 8    | Náxara C. D.                   | 35   | 34 | 13 | 9  | 12 | 40 | 37 | +3   |                                              |
| 9    | Peña Balsamaiso C. F.          | 35   | 34 | 14 | 7  | 13 | 47 | 60 | −13  |                                              |
| 10   | C. D. San Marcial              | 34   | 34 | 12 | 10 | 12 | 41 | 46 | −5   |                                              |
| 11   | C. D. La Calzada               | 33   | 34 | 10 | 13 | 11 | 40 | 45 | −5   |                                              |
| 12   | C. D. Aldeano                  | 27   | 34 | 10 | 7  | 17 | 48 | 51 | −3   |                                              |
| 13   | C. D. Ence                     | 27   | 34 | 9  | 9  | 16 | 45 | 64 | −19  | El club no compite en la siguiente temporada |
| 14   | S. D. Oyonesa                  | 26   | 34 | 10 | 6  | 18 | 44 | 57 | −13  |                                              |
| 15   | C. D. Cerverano                | 26   | 34 | 9  | 8  | 17 | 43 | 59 | −16  |                                              |
| 16   | C. D. Calahorra Promesas       | 21   | 34 | 7  | 7  | 20 | 30 | 63 | −33  |                                              |
| 17   | C. D. San Lorenzo              | 18   | 34 | 7  | 4  | 23 | 35 | 78 | −43  | El club no compite en la siguiente temporada |
| 18   | S. R. C. La Unión              | 13   | 34 | 3  | 7  | 24 | 26 | 83 | −57  |                                              |

 Fuente: www.futbol-regional.es

## Promoción de ascenso
| Equipo 1        | Agr. | Equipo 2    | Ida | Vuelta |
| --------------- | ---- | ----------- | --- | ------ |
| C. A. Artajonés | 4-5  | Yagüe C. F. | 2-1 | 2-4    |

| Ida; 7 de junio de 1987 | C. A. Artajonés | 2-1 | Yagüe C. F. |  |  |

| Vuelta; 14 de junio de 1987 | Yagüe C. F. | 4-2 (Global 5-4) | C. A. Artajonés |  |  |

| Asciende Yagüe C. F. |

## Promoción de ascenso-permanencia
| Equipo 1    | Agr. | Equipo 2          | Ida | Vuelta |
| ----------- | ---- | ----------------- | --- | ------ |
| C. D. Iruña | 6-5  | C. Haro Deportivo | 4-3 | 2-2    |
| C. D. Autol | 4-7  | S. D. Alsasua     | 2-2 | 2-5    |

| Ida; | C. D. Iruña | 4-3 | C. Haro Deportivo |  |  |

| Vuelta; | C. Haro Deportivo | 2-2 (Global 5-6) | C. D. Iruña |  |  |

| Permanece en Tercera C. D. Iruña |

| Ida; | C. D. Autol | 4-3 | S. D. Alsasua |  |  |

| Vuelta; | S. D. Alsasua | 2-2 (Global 7-4) | C. D. Autol |  |  |

| Permanece en Tercera S. D. Alsasua |